# Bronnitsy
Bronnitsy (em russo: Бро́нницы) é uma cidade da Rússia situada no óblast de Moscou. Localiza-se à 54,5 km ao sudeste da cidade de Moscou, e tem uma população de cerca de 21,102 habitantes (2010).

## Esporte
A cidade de Bronnitsy é a sede do Estádio Central e do FC Fabus Bronnitsy, que participa do Campeonato Russo de Futebol.